# Hug Roger II de Pallars Sobirà
Hug Roger II de Pallars-Mataplana i Cruïlles (1350 - 1416) fou comte de Pallars Sobirà i senyor d'Urtx (1369 - 1416).

## Antecedents familiars
Fill d'Hug Roger I de Pallars Sobirà i de Geralda de Cruïlles.

## Història
Va ajudar a la defensa de Catalunya durant la Guerra dels armanyaguesos i el 1396, Galceran de Vilanova ensems amb el seu germà Francesc, l'ajudà amb homes i diners en la comtessa que junt amb Pere II d'Urgell tenia amb el comte Mateu I de Foix, que pretenia la corona d'Aragó.

## Núpcies i descendents
El 1368 es va casar amb Blanca de Foix-Castellbò amb qui va engendrar:
- Sibil·la.
- Constança.
- Roger Bernat I de Pallars Sobirà. Comte de Pallars Sobirà.
- Violant.
- Elionor.
- Bertran, mort infant.
- Artau.
- Arnau Roger de Pallars. Bisbe d'Urgell